# Ópera de Fráncfort
La Ópera de Fráncfort (en alemán: Opern und Schauspielhaus Frankfurt) es la sede de la compañía de ópera de Fráncfort del Meno en Alemania. 
La nueva casa de ópera, que reemplaza a la Alte Oper Frankfurt (donde se realizan ahora conciertos) está situada en la Willy-Brandt-Platz, fue construida entre 1959-1963 y es la sede del Städtische Bühnen y de la compañía Oper Frankfurt.
Tiene capacidad para 1369 espectadores y su escenario giratorio es uno de los mayores de Europa (con un diámetro de 37,6 m).
Fundada en 1880, la compañía ha contado entre sus directores generales musicales (Generalmusikdirektor) a Clemens Krauss (1924-1929), Franz Konwitschny (1938-1944), Georg Solti (1952-1961), Christoph von Dohnányi(1967-1977), Michael Gielen (1977–1987), Gary Bertini (1987-1991), Sylvain Cambreling (1993–1996) y Paolo Carignani (1999–2008). Actualmente el director es Sebatian Weigle. Como orquesta del teatro actúa la Museumsorchester de Fráncfort.
En sus filas se han formado notables cantantes como Franz Völker, Edda Moser, Cheryl Studer, Diana Damrau, Piotr Beczala, etc.